# Ешильюрт
Ешильюрт (тур. Yeşilyurt) — город и район в провинции Малатья (Турция). Название города переводится с турецкого как "зеленый дом".